# Cryptophagus uncinatus
Cryptophagus uncinatus är en skalbaggsart som beskrevs av Stephens 1830. Cryptophagus uncinatus ingår i släktet Cryptophagus, och familjen fuktbaggar. Arten är reproducerande i Sverige.